# Millennium Challenge 2002
Millennium Challenge 2002 (MC02) fue un importante ejercicio de guerra realizado por las Fuerzas Armadas de los Estados Unidos a mediados de 2002. El ejercicio, que tuvo lugar del 24 de julio al 15 de agosto y costó 250 millones de USD (equivalente a alrededor de  423 millones de USD en 2019), involucró ejercicios en vivo y simulaciones por computadora. MC02 estaba destinado a ser una prueba de la futura "transformación" militar, una transición hacia nuevas tecnologías que permiten la guerra centrada en la red y proporcionan un comando y control más efectivo de las armas y tácticas actuales y futuras. Los combatientes simulados fueron los Estados Unidos, referidos como "Azul", y un adversario desconocido en el Medio Oriente, "Rojo", con muchas líneas de evidencia apuntando a Irán como el lado rojo.

## Restricciones
Dado que el juego de guerra permitió un desembarco de tropas terrestres en algún punto (desconocido) durante el ejercicio de 14 días, y debido a que la fuerza naval era sustancial, la fuerza se posicionó en el lado de la costa de las rutas de navegación activas de la región para evitar que afecten el comercio durante el ejercicio. Esto los colocó muy cerca de la costa Roja en lugar de estar a una distancia de "enfrentamiento". Llevar a cabo los juegos de guerra durante el tiempo de paz también significaba que había una gran cantidad de barcos y aviones amigos / no alineados en la zona, lo que restringía el uso de sistemas de defensa automatizados y reglas de combate más cautelosas. Las tácticas de la Fuerza Roja aprovecharon al máximo estos factores, y con gran efecto.

## Acción de ejercicio

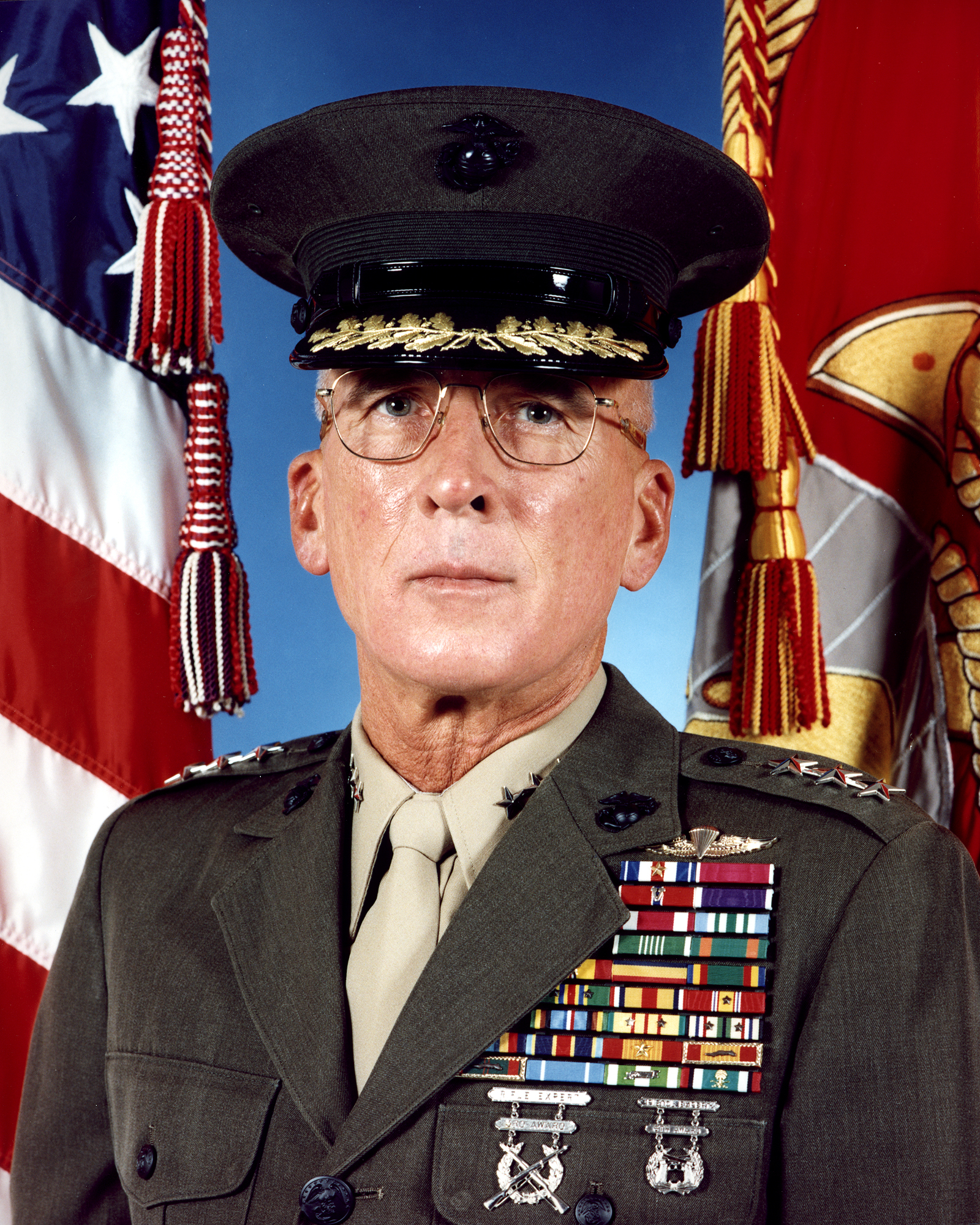
Teniente General Paul Van Riper

Red, comandado por el teniente general retirado del Cuerpo de Marines Paul K. Van Riper, adoptó una estrategia asimétrica, en particular, utilizando métodos antiguos para evadir la sofisticada red de vigilancia electrónica de Blue. Van Riper usó mensajeros de motocicletas para transmitir órdenes a las tropas de primera línea y señales luminosas de estilo de la Segunda Guerra Mundial para lanzar aviones sin comunicaciones por radio.
Red recibió un ultimátum de Blue, esencialmente un documento de rendición, exigiendo una respuesta dentro de las 24 horas. Así advertido del enfoque de Blue, Red usó una flota de pequeñas embarcaciones para determinar la posición de la flota de Blue para el segundo día del ejercicio. En un ataque preventivo, Red lanzó una salva masiva de misiles de crucero que abrumaron los sensores electrónicos de las fuerzas azules y destruyeron dieciséis buques de guerra. Las pérdidas fueron las siguientes: un portaaviones, diez cruceros y cinco de seis barcos anfibios. Un éxito equivalente en un conflicto real habría resultado en la muerte de más de 20,000 personal de servicio. Poco después de la ofensiva de misiles de crucero, una porción significativa de la armada de Blue fue "hundida" por una armada de pequeñas embarcaciones rojas, que llevaron a cabo ataques convencionales y suicidas que aprovecharon la incapacidad de Blue para detectarlos tan bien como se esperaba.

## Suspensión del ejercicio y reinicio
En este punto, el ejercicio fue suspendido, las naves de Blue fueron "re-flotadas", y las reglas de enfrentamiento fueron cambiadas; esto fue luego justificado por el general Peter Pace de la siguiente manera: "Me matas el primer día y me siento allí durante los siguientes 13 días sin hacer nada, o me devuelves a la vida y obtienes 13 días más de experimento. ¿Cuál es una mejor manera de hacerlo? "  Después del reinicio, a ambas partes se les ordenó seguir planes de acción predeterminados. 
Después de reiniciar el juego de guerra, sus participantes se vieron obligados a seguir un guion redactado para garantizar una victoria de la Fuerza Azul. Entre otras reglas impuestas por este guion, a la Fuerza Roja se le ordenó encender su radar antiaéreo para que pudieran ser destruidos, y no se le permitió derribar ninguno de los aviones que llevaban a las tropas de la Fuerza Azul a tierra. Van Riper también afirmó que los funcionarios del ejercicio le negaron la oportunidad de usar sus propias tácticas e ideas contra la Fuerza Azul, y que también ordenaron a la Fuerza Roja que no usara ciertos sistemas de armas contra la Fuerza Azul e incluso ordenaron que se revelara la ubicación de las unidades de la Fuerza Roja.

## Secuelas
Los cambios en las reglas después del reinicio llevaron a acusaciones de que el juego de guerra había pasado de ser una prueba honesta, abierta y libre de las capacidades de combate de guerra de los Estados Unidos a un ejercicio estrictamente controlado y programado destinado a terminar en una abrumadora victoria de los Estados Unidos, alegando que "250 millones de USD fueron desperdiciados ". Van Riper fue extremadamente crítico con la naturaleza escrita del nuevo ejercicio y renunció al ejercicio en medio del juego de guerra. Van Riper dijo más tarde que el vicealmirante Marty Mayer alteró el propósito del ejercicio para reforzar la doctrina y las nociones existentes dentro del ejército de los EE. UU. En lugar de servir como una experiencia de aprendizaje. 
Van Riper también declaró que el juego de guerra fue manipulado para que pareciera validar los conceptos modernos de combate conjunto que se suponía que estaba probando. Fue citado en el documental ZDF - New York Times The Perfect War (2004) diciendo que lo que vio en MC02 se hizo eco de la misma opinión promovida por el Departamento de Defensa bajo Robert McNamara antes y durante la Guerra de Vietnam, a saber el ejército de los EE. UU. no podía ni sería derrotado. 
En respuesta a las críticas de Van Riper, el vicealmirante Mayer, quien dirigió el juego de guerra y fue acusado de desarrollar los conceptos y requisitos conjuntos de los militares, declaró lo siguiente: 

El general Van Riper aparentemente siente que estaba demasiado limitado. Solo puedo decir que hubo ciertas partes donde no estaba restringido, y luego hubo partes donde estaba para facilitar la realización del experimento y ciertas piezas de ejercicio que se estaban haciendo.

El capitán de la Armada, John Carman, portavoz del Comando de Fuerzas Conjuntas, dijo que el juego de guerra había validado correctamente todos los conceptos principales que fueron probados por la Fuerza Azul, ignorando las restricciones impuestas a la Fuerza Roja de Van Riper que los llevaron a tener éxito. Sobre la base de estos hallazgos, Carman declaró que las recomendaciones basadas en el resultado del juego de guerra en áreas como la doctrina, la capacitación y las adquisiciones se enviarían al general Richard Myers, presidente del Estado Mayor Conjunto.